# کنت والش
کنت والش (به انگلیسی: Ken Walsh) (زادهٔ ۱۱ فوریهٔ ۱۹۴۵) شناگر اهل ایالات متحده آمریکا است.